# Le Monde magique
 (février 2012).
Si vous disposez d'ouvrages ou d'articles de référence ou si vous connaissez des sites web de qualité traitant du thème abordé ici, merci de compléter l'article en donnant les références utiles à sa vérifiabilité et en les liant à la section « Notes et références ».
Le Monde magique est un spectacle de Chantal Goya.

## Chansons 2011-2012

### Première partie
1. Le monde magique
2. Un Lapin
3. Dans la Forêt de Brocéliande
4. Jeannot Lapin
5. Fagotin
6. Docteur Sirop
7. Mais en attendant Maître Renard
8. L'Ours de l'Oural
9. Snoopy
10. Mecki le Hérisson
11. L'Alphabet en chantant
12. Loup-Loup

### Deuxième partie
1. Fantôme
2. Je suis Carmen l'araignée
3. La poupée
4. La petite fille aux allumettes
5. C'est Guignol
6. Les trois joyeux Pieds Nickelés
7. Felix le chat
8. Pandi Panda
9. Ballet des petits musiciens
10. Mon Pinocchio
11. Monsieur le Chat Botté
12. Bécassine, c'est ma cousine
13. Tout l'amour du monde
14. Adieu les jolis foulards

## Chansons 2012-2013

### Première partie
1. Dans la Forêt de Brocéliande
2. Jeannot Lapin
3. Un Lapin
4. Fagotin
5. Docteur Sirop
6. Mais en attendant Maître Renard
7. Les Tables de Multiplication
8. Petit Enfant
9. Pandi Panda
10. L'Ours de l'Oural
11. Siffle la Marmotte
12. Loup-Loup

### Deuxième partie
1. Fantôme
2. Bouba
3. Soufflavide et Grattamort
4. Félix le chat
5. C'est Guignol
6. Les trois joyeux Pieds Nickelés
7. Snoopy
8. Ballet des petits musiciens
9. Mon Pinocchio
10. Monsieur le Chat Botté
11. Voulez-vous danser Grand-Mère
12. Tout l'amour du monde
13. Adieu les jolis foulards